# Andres
Andres é uma comuna francesa na região administrativa de Altos da França, no departamento de Pas-de-Calais. Estende-se por uma área de 7,15 km². Em 2010 a comuna tinha 1 579 habitantes (densidade: 220,8 hab./km²).